# Municipio de Logan (condado de Beadle)
El municipio de Logan (en inglés: Logan Township) es un municipio ubicado en el condado de Beadle en el estado estadounidense de Dakota del Sur. En el año 2010 tenía una población de 116 habitantes y una densidad poblacional de 1,26 personas por km².

## Geografía
El municipio de Logan se encuentra ubicado en las coordenadas 44°19′31″N 97°54′48″O / 44.32528, -97.91333. Según la Oficina del Censo de los Estados Unidos, el municipio tiene una superficie total de 92.3 km², de la cual 92,3 km² corresponden a tierra firme y (0 %) 0 km² es agua.

## Demografía
Según el censo de 2010, había 116 personas residiendo en el municipio de Logan. La densidad de población era de 1,26 hab./km². De los 116 habitantes, el municipio de Logan estaba compuesto por el 100 % blancos. Del total de la población el 0 % eran hispanos o latinos de cualquier raza.